# Кам'яниця Алембеківська
Кам'яниця Алембеківська — житловий будинок на площі Ринок, 13 у Львові, пам'ятка архітектури.

## Історія будівлі
Будинок побудований на початку XVII століття на місці попередньої готичної кам'яниці XVI століття. Першим її власником був Ян Алембек, львівський аптекар і бургомістр, автор першого опису Львова (1618 р.). Відповідно тоді будівлю називали «Алембеківською кам'яницею». Патриціанська родина Алембеків зникла у 1704 році. У другій половині XIX століття власниками кам'яниці були Леопольд де Сіньйо та Леокардія Семелковська.
У 1869 році виконано проєкт триповерхової офіцини в подвір'ї (автор проєкту невідомий) для власника Самуеля Фішера. Наприкінці XIX століття будинок належав родині Альтерів. Первісно кам'яниця була триповерхова, четвертий поверх надбудовано у другій половині XIX століття (не пізніше 1885 року).
У 1879 році за проєктом будівничого Войцеха Щебльовського на замовлення Рахміля Альтера реконструйовано приміщення світлиці на першому поверсі (розділено на два менші приміщення). У 1882 році за проєктом Йозефа Енґеля на замовлення піднято тильний тракт існуючого четвертого поверху і проведено адаптацію коридору на третьому та четвертому поверхах основного будинку.
Наприкінці XIX — на початку XX століття архітектор Саломон Рімер виконав обмірні креслення будинку. У 1911 році за проєктом Саломона Рімера на замовлення Ігнація Альтера влаштовано світловий скляний ліхтар на даху для освітлення сходової клітки.
У 1930-х роках власницею будинку була Мілослава Вільчинська.
Спершу будинок нумерувався як 12а, оскільки 13 вважалося нещасливим числом. Після 1940 року отримав новий номер — 13.

## Архітектура
Будинок зведений на південному боці площі Ринок, у лінійній забудові. Побудований з каменю та цегли (фундаменти з кам'яних блоків), тинькований, чотириповерховий, на плані має характерний для ринкових кам'яниць витягнутий у глибину ділянки прямокутник з вузьким головним фасадом. Симетрична композиція головного фасаду дещо знівельована зміщеним вправо вхідним порталом з кам'яним профільованим обрамуванням, над яким поміщений заґратований світлик з таким же обрамуванням. Перший поверх рустований, прорізаний великими вітринними вікнами з півциркульними завершеннями. Вікна другого і третього поверхів прикрашені трикутними та сегментними сандриками; на четвертому поверсі — профільовані обрамування з «вушками», декоровані замковими каменями. Під і над вікнами другого поверху поміщені декоративними ліпні вставки.
Фасад завершений карнизом з ліпним декором у вигляді кронштейнів і рядом сухариків.

## Готель
У червні 2012 року у цій будівлі почав функціонувати тризірковий готель «On The Square Guesthouse». Станом на 2019 рік готель займає два поверхи та розміщує гостей у 11 номерах. Готель пропонує 5 номерів категорії «Стандарт», 4 номери категорії «Стандарт» з виглядом на Площу Ринок, «Люкс» з виглядом на Площу Ринок та «Супер Люкс» з виглядом на Площу Ринок.